# Revel (Haute-Garonne)
Revel is een gemeente in het Franse departement Haute-Garonne (regio Occitanie). De plaats maakt deel uit van het arrondissement Toulouse. Revel telde op 1 januari 2022 9.686 inwoners.

## Herkomst van de plaatsnaam
De plaatsnaam zou een oud Frans woord zijn voor vesting, fort zijn, dat etymologisch verwant is aan het Nederlandse woord rebel.

## Geografie
De oppervlakte van Revel bedroeg op 1 januari 2022 35,31 vierkante kilometer; de bevolkingsdichtheid was toen 274,3 inwoners per km².

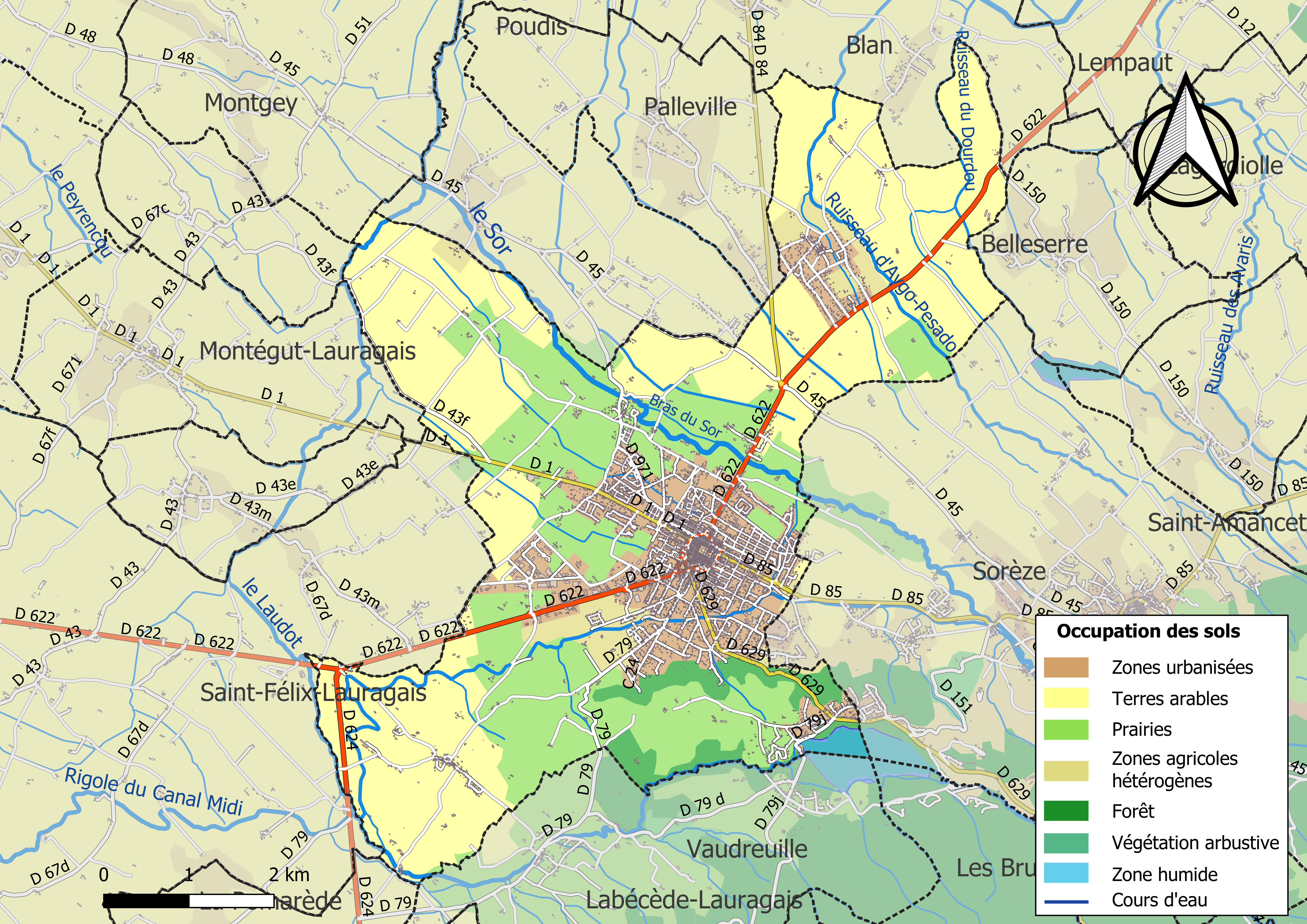
Kaart van de gemeente met belangrijkste infrastructuur, bodemgebruik en omliggende gemeenten

## Demografie
De figuur toont het verloop van het inwonertal (bron: INSEE-tellingen).

## Medias

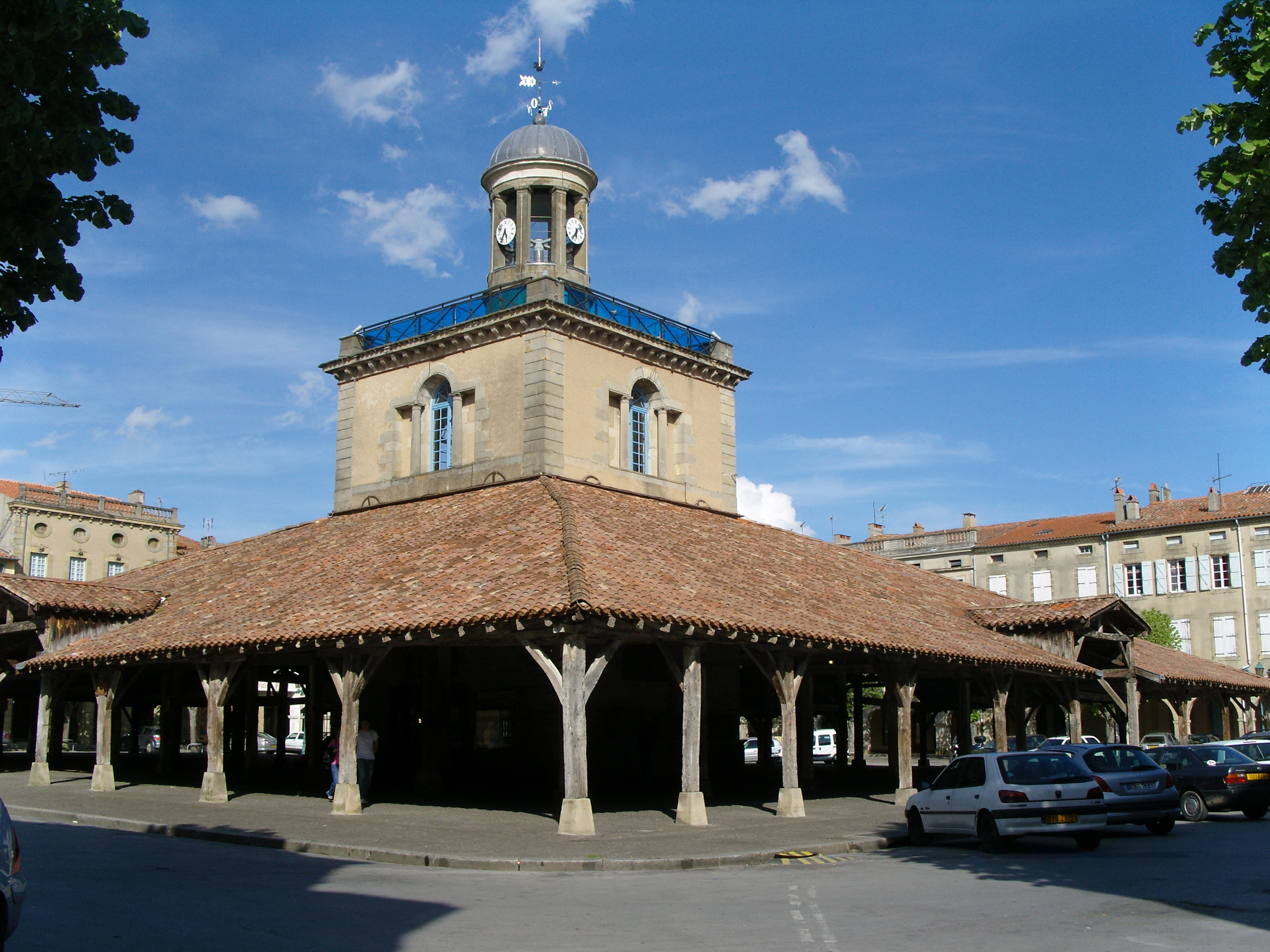
Markthal
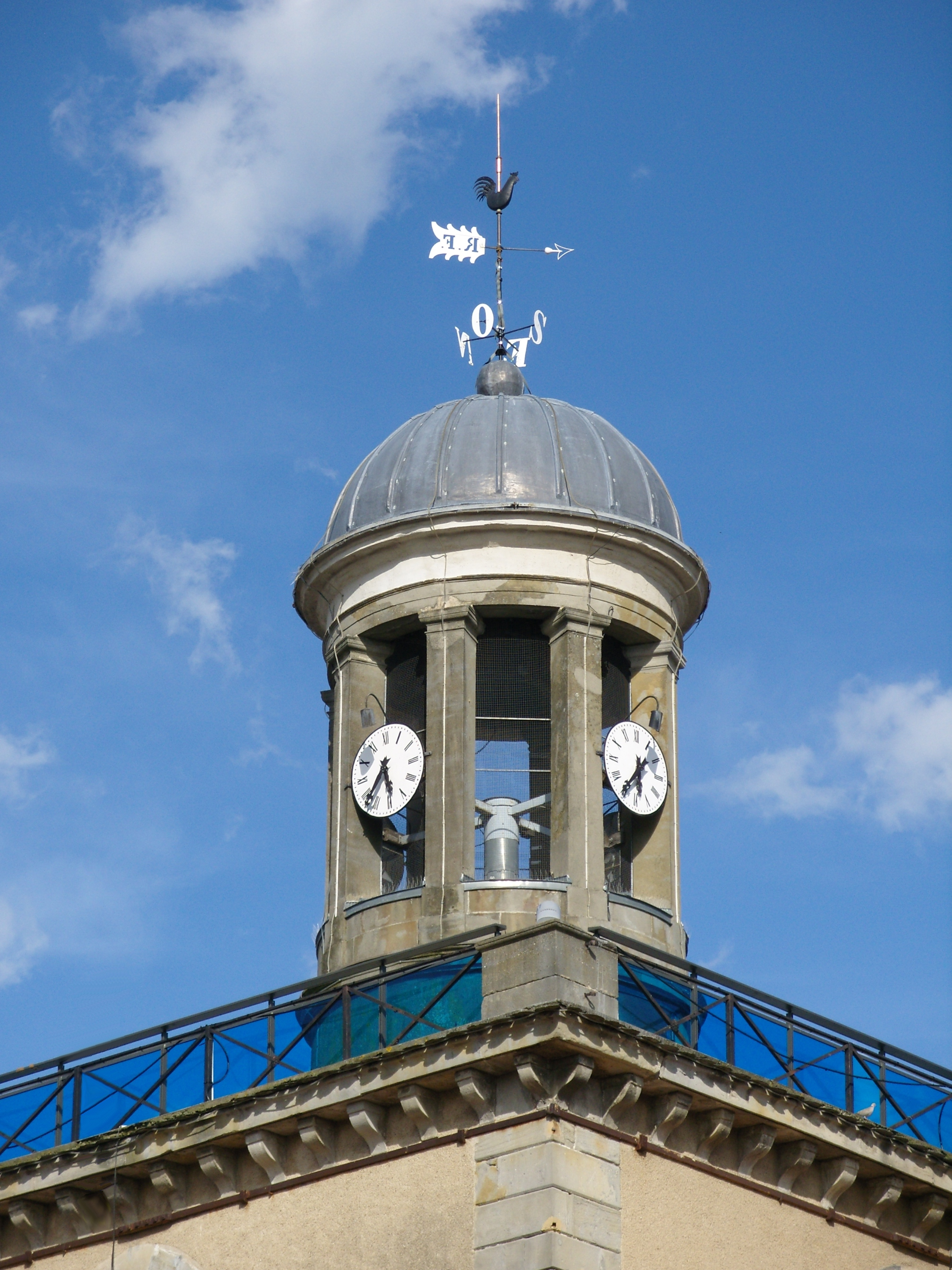
Toren van de markthal
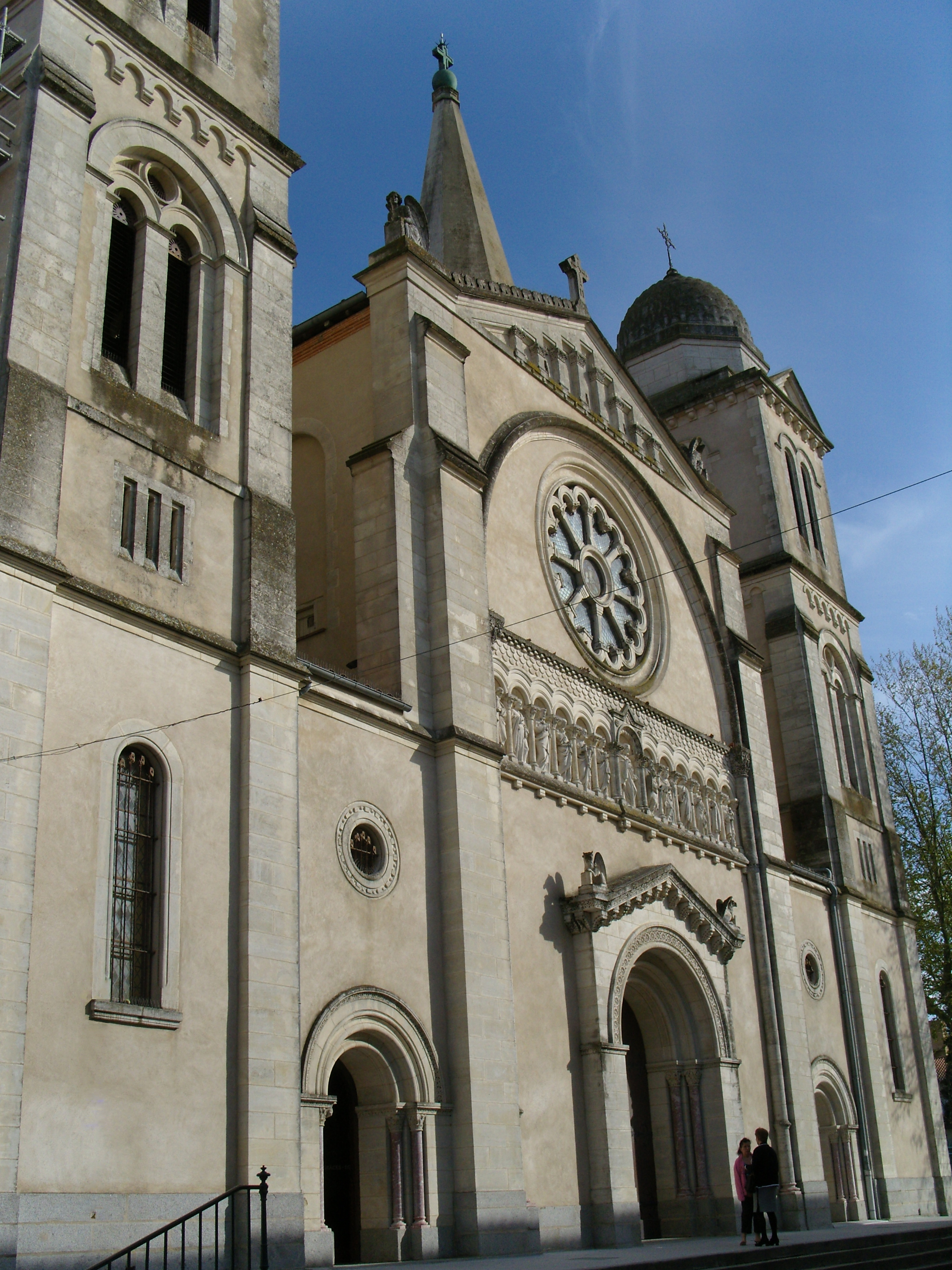
Église Notre-Dame
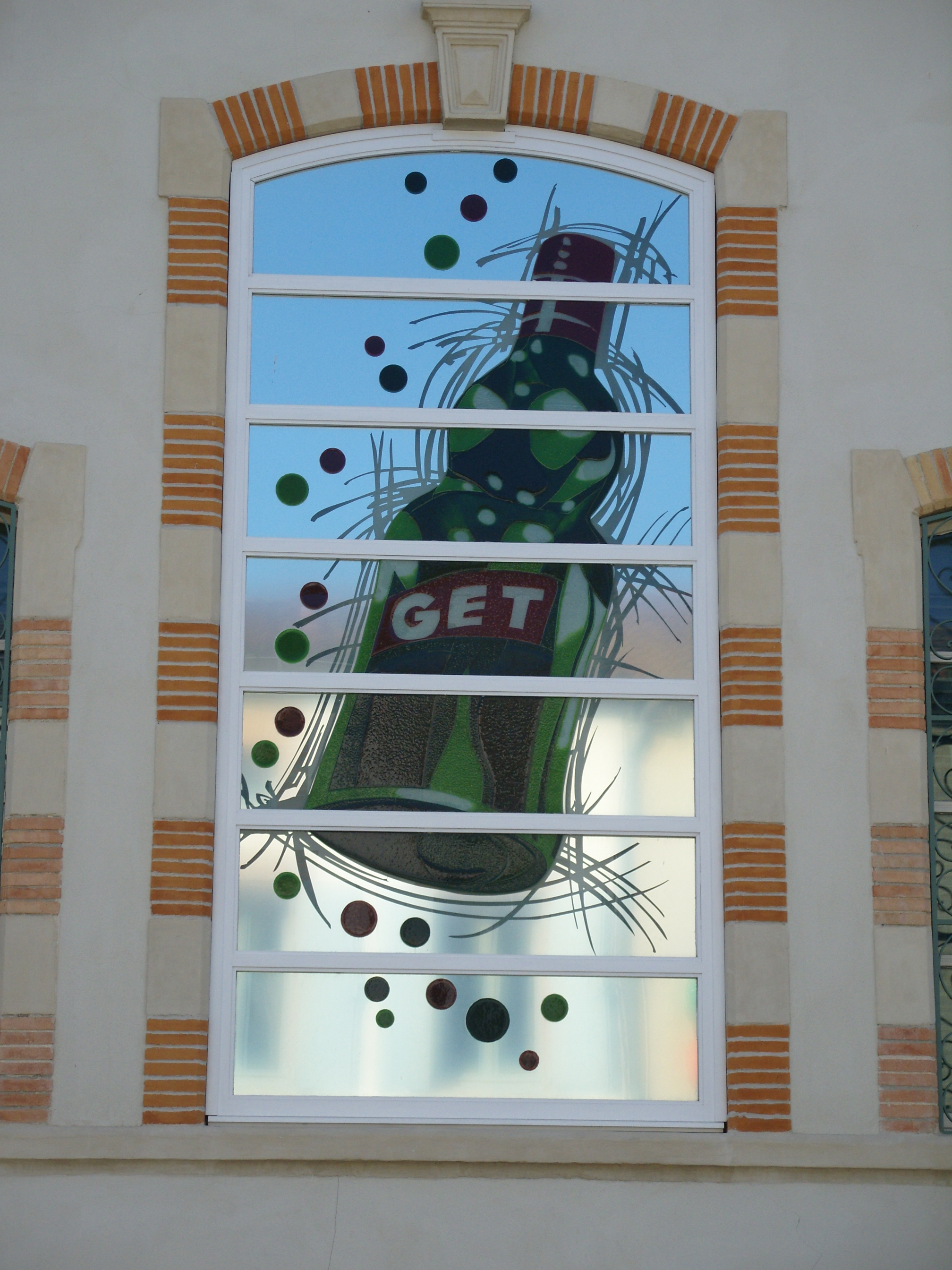
Vitrail Get 31 sur les murs de l'ancienne usine de liqueur

## Sport
Revel was tien keer etappeplaats in de wielerkoers Ronde van Frankrijk. 1966 was de Duitser Rudi Altig er de eerste ritwinnaar, terwijl de Australiër Michael Matthews in 2016 de voorlopig laatste ritwinnaar in Revel is.

## Geboren in Revel
- Vincent Auriol (1884-1966), Frans politicus, president van de Vierde Republiek